# Albaret-Sainte-Marie
 Albaret-Sainte-Marie  es una población y comuna francesa, en la región de Languedoc-Rosellón, departamento de Lozère, en el distrito de Mende y cantón de Saint-Chély-d'Apcher.

## Demografía
| 478 | 387 | 615 | 549 | 528 | 490 | 533 | 479 | 473 | 406 | 440 | 434 | 490 | 541 | 540 | 502 | 503 | 469 | 471 | 501 | 468 | 442 | 413 | 426 | 387 | 374 | 363 | 320 | 309 | 333 | 338 | 452 |
| Para los censos de 1962 a 1999 la población legal corresponde a la población sin duplicidades (Fuente: INSEE [Consultar]) |     |     |     |     |     |     |     |     |     |     |     |     |     |     |     |     |     |     |     |     |     |     |     |     |     |     |     |     |     |     |     |